# Котліни (Люблінське воєводство)
Котліни (пол. Kotliny) — село в Польщі, у гміні Жижин Пулавського повіту Люблінського воєводства.
Населення — 289 осіб (2011).

## Демографія
Демографічна структура станом на 31 березня 2011 року:
|          | Загалом | Допрацездатний вік | Працездатний вік | Постпрацездатний вік |
| -------- | ------- | ------------------ | ---------------- | -------------------- |
| Чоловіки | 145     | 29                 | 100              | 16                   |
| Жінки    | 144     | 26                 | 78               | 40                   |
| Разом    | 289     | 55                 | 178              | 56                   |